# PAL 익스프레스의 운항 노선
PAL 익스프레스는 다음과 같은 노선을 운항하고 있다.

## 운항 노선

### 아시아

#### 동아시아
- 중화인민공화국
  - 상하이 - 상하이 푸둥 국제공항 전세편

#### 동남아시아
- 필리핀
  - 루손섬
    - 마닐라 - 니노이 아키노 국제공항 허브
    - 라오아그 - 라오아그 국제공항
    - 클라크 - 디오스다도 마카파갈 국제공항 허브
    - 푸에르토 프린세사 - 푸에르토 프린세사 국제공항
    - 나가 - 나가 공항
    - 뚜게가라오 - 뚜게가라오 공항
    - 레가스피 - 레가스피 공항
    - 마스바티 - 모리스 R. 에스피노사 공항
    - 부우앙가 - 프란시스코 레이즈 공항
    - 산호세 - 산호세 공항

  - 민다나오섬
    - 다바오 - 프란시스코 방고이 국제공항 허브
    - 삼보앙가 - 삼보앙가 국제공항 허브
    - 제너럴 산토스 - 제너럴 산토스 국제공항
    - 부투안 - 바카시 공항
    - 수리가오 - 수리가오 공항
    - 오사미스 - 라보 공항
    - 카가얀데오로 - 룸비아 공항
    - 코타바토 - 어왕 공항
    - 파가디안 - 파가디안 공항

  - 비사야 제도
    - 바콜로드 - 바콜로드 실레이 국제공항
    - 세부 - 막탄 세부 국제공항 허브
    - 일로일로 - 일로일로 국제공항
    - 칼리보 - 칼리보 국제공항
    - 카타르만 - 카타르만 공항
    - 카티클랜 - 고도프레도 P. 라모스 공항
    - 칼바요그 - 칼바요그 공항
    - 타그빌라란 - 타그빌라란 공항
    - 타클로반 - 다니엘 Z. 로무아지즈 공항

### 오세아니아

#### 미크로네시아
- 북마리아나 제도
  - 사이판 - 사이판 국제공항 계졀편

## 과거 취항지

### 아시아

#### 동아시아
- 대한민국
  - 대구 - 대구국제공항
  - 청주 - 청주국제공항
  - 광주 - 광주공항
- 중화인민공화국
  - 광저우 - 광저우 바이윈 국제공항
  - 선전 - 선전 바오안 국제공항
  - 항저우 - 항저우 샤오산 국제공항
- 홍콩
  - 홍콩 - 홍콩 첵랍콕 국제공항

#### 동남아시아
- 말레이시아
  - 쿠알라룸푸르 - 쿠알라룸푸르 국제공항
- 브루나이
  - 반다르스리브가완 - 브루나이 국제공항
- 싱가포르
  - 싱가포르 - 싱가포르 창이 국제공항
- 인도네시아
  - 덴파사르 - 응우라라이 국제공항
- 필리핀
  - 타위타위 - 상가상가 공항
  - 홀로 - 홀로 공항

#### 서남아시아
- 아랍에미리트
  - 두바이
    - 두바이 국제공항
    - 알막툼 국제공항

## 같이 보기
- 필리핀 항공의 운항 노선